# Come Fly with Me (série télévisée)
Pour les articles homonymes, voir Come Fly with Me.
Come Fly with Me est une série télévisée britannique sous forme de faux documentaire en 6 épisodes de 28 minutes, créée et interprétée par Matt Lucas et David Walliams, et diffusée du 25 décembre 2010 au 27 janvier 2011 sur BBC One.
En France, la série est sortie en DVD le 21 novembre 2011, en version originale sous-titrée.

## Synopsis
Cette série met en scène la vie quotidienne d'un aéroport britannique, sous la forme d'un faux documentaire, avec toute une galerie de personnages délirants interprétés par Matt Lucas et David Walliams (pilote, hôtesse, steward, hôtesse d'accueil, etc.).

## Distribution
- Matt Lucas : personnages différents
- David Walliams : personnages différents
- Sally Rogers (en) : Helen Baker
- Pippa Bennett-Warner : Lisa

## Personnages principaux
- Omar Baba (Walliams) – Patron de la compagnie aérienne low cost FlyLo.
- Precious Little (Lucas) – Très croyante, elle tient la buvette de l'aéroport.
- Moses Beacon (Walliams) – Responsable des relations avec les passagers pour la compagnie Great British Air.
- Ian Foot (Walliams) – Au contrôle d' limmigration.
- Tommy Reid (Lucas) – Jeune Écossais rêvant de devenir pilote. Travaille à Happy Burger.
- Taaj Manzoor (Lucas) – Technicien au sol chez FlyLo.
- Melody Baines (Walliams) et Keeley St Clair (Lucas) - AU comptoir d'enregistrement de FlyLo
- Mickey Minchin (Lucas) et Buster Bell (Walliams) - Paparazzis de l'aéroport
- Fearghal O'Farrell (Lucas) – Steward gay chez Our Lady Air.
- Ben Roberts (Walliams) et James Stewart (Lucas) – Agent des douanes
- Simon (Lucas) et Jackie Trent (Walliams) – Couple de pilotes chez Great British Air.
- Peter (Lucas) et Judith Surname (Walliams) – Passagers de la FlyLo.
- Penny Carter (Walliams) – Hôtesse de première classe pour la Great British Air.
- Terry (Walliams) et John (Lucas) – Bagagistes
- Helen Baker (Sally Rogers) – Responsable de l'enregistrement chez FlyLo
- Lisa (Pippa Bennett-Warner) - Au comptoir d'enregistrement chez FlyLo.

## Épisodes
1. Titre français inconnu (Episode 1)
2. Titre français inconnu (Episode 2)
3. Titre français inconnu (Episode 3)
4. Titre français inconnu (Episode 4)
5. Titre français inconnu (Episode 5)
6. Titre français inconnu (Episode 6)

Un spécial making-of Come Fly on the Wall a aussi été diffusé.

## Annulation
Le 28 janvier 2011, une deuxième saison a été commandée par la BBC, prévue pour être diffusée en 2012. En janvier 2013, David Walliams annonce qu'ils ne désirent finalement pas se lancer dans une saison 2.